# Maïski
Maïski (en russe : Ма́йский, ce qui signifie du mois de mai, en référence au 1er mai, fête du travail) est une ville de la république de Kabardino-Balkarie, en Russie, et le centre administratif du raïon de Maïski. Sa population s'élevait à 26 652 habitants en 2020.

## Géographie
Maïski est située entre la rivière Tcherek, affluent de la Baksan, et le fleuve Terek, à 39 km — 45 km par la route — au nord-est de Naltchik.

## Histoire
L'origine de la ville remonte à l'établissement de l'avant-poste militaire russe de Prichib en 1819. Il devient la stanitsa Prichibskaïa en 1829. En 1875, la gare de chemin de fer « Kotliarevskaïa » est construite à 3 km au sud de la stanitsa et une agglomération se développe autour de la gare à partir de 1888 ; en 1920, elle est renommée Prichibski, en 1925 Maïski. En 1959, les deux localités fusionnent, formant la commune urbaine de Maïski, qui reçoit le statut de ville en 1965.

## Population

### Démographie
Recensements ou estimations de la population
| 1926  | 1939* | 1959*  | 1970*  | 1979*  | 1989*  |
| ----- | ----- | ------ | ------ | ------ | ------ |
| 2 893 | 5 945 | 12 387 | 18 623 | 21 576 | 24 665 |

| 2002*  | 2010*  | 2012   | 2013   | 2014   | 2015   |
| ------ | ------ | ------ | ------ | ------ | ------ |
| 27 037 | 26 755 | 26 757 | 26 558 | 26 493 | 26 683 |

| 2016   | 2017   | 2018   | 2019   | 2020   | - |
| ------ | ------ | ------ | ------ | ------ | - |
| 26 831 | 27 055 | 27 074 | 26 945 | 26 652 | - |

### Nationalités
Au recensement de 2002, la population de Maïski se composait de  :
- 74,2 % de Russes
- 7,8 % de Turcs
- 3,8 % de Coréens
- 3,7 % de Kabardes
- 2,0 % d'Ukrainiens

## Jumelage
Marly (France) depuis 2009

## Culte

### Orthodoxie

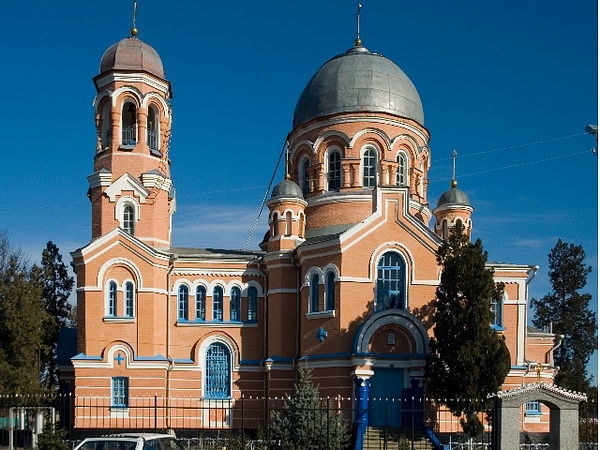
Vue de l'église Saint-Michel-Archange.

- Église Saint-Michel-Archange: ouverte en 1850 et reconstruite en 1973[4]. Adresse: 27 rue Tchalov.